# 大字市瀬 (北九州市)
大字市瀬（おおあざいちのせ）は福岡県北九州市八幡西区の大字。住居表示未実施。郵便番号は806-0063。

## 地理
八幡西区の中部東端に位置し、南に大字上上津役、南から西に市瀬、北西に京良城町、北に大字熊手に接し、東に八幡東区と接する。

### 河川
- 二級河川 割子川

## 地域の特徴
かつて遠賀郡市瀬村と呼ばれていた地域のうち、宅地化されずに残った地域である。北東部の帆柱山・権現山の山間部および山麓部を主とし、無住地。山野の国有林は自然休養林として開放され、北九州国定公園に指定されている。権現山の山頂には船舶無線塔・無線中継所などのアンテナが立っている。山腹には権現周遊道路が回遊し、旧藩時代に造林された樹齢150～200年ともいわれる老杉（皇后杉）の並木がある。ふもとには、慶雲2年に紀伊國より熊野権現を勧請したと伝えられる鷹見神社がある。谷あいを流れる渓流は割子川の源流となっている。町域の北東から南にかけて山陽新幹線の北九州トンネルが地下を走る。

## 歴史

### 沿革
- 1878年（明治11年）11月1日 - 郡区町村編制法の福岡県での施行により、行政区画としての遠賀郡が発足。遠賀郡市瀬村となる。
- 1889年（明治22年）4月1日 - 町村制施行により、上上津役村、下上津役村、小嶺村、穴生村、引野村・市瀬村の6村が合併し、遠賀郡上津役村が発足。遠賀郡上津役村大字市瀬となる。
- 1937年（昭和12年）5月5日 - 上津役村が八幡市に編入。遠賀郡上津役村大字市瀬は八幡市大字市瀬となる。
- 1963年（昭和38年）2月1日 - 八幡市、戸畑市、小倉市、若松市、門司市の5市が合併し、北九州市が発足。八幡市大字市瀬は北九州市八幡区大字市瀬となる。
- 1963年（昭和38年）4月1日 - 北九州市が政令指定都市に指定され、八幡区、戸畑区、小倉区、若松区、門司区の5区を設置。北九州市八幡区大字市瀬は北九州市八幡区大字市瀬となる。
- 1974年（昭和49年）4月1日 - 八幡区が八幡西区と八幡東区に分かれ、八幡区大字市瀬は八幡西区大字市瀬となる[5]。
- 1985年（昭和60年）6月1日 - 大字市瀬の一部が市瀬一丁目 - 三丁目，上の原一丁目，上上津役一丁目，割子川一丁目になる[6][7]。

## 世帯数と人口
2025年（令和7年）3月31日現在（北九州市発表）の世帯数と人口は以下の通りである。
| 大字     | 世帯数 | 人口 |
| -------- | ------ | ---- |
| 大字市瀬 | - 世帯 | - 人 |

### 人口の変遷
国勢調査による人口の推移。
| 1995年（平成7年）  | -人 | [ 8 ]  |  |
| 2000年（平成12年） | -人 | [ 9 ]  |  |
| 2005年（平成17年） | -人 | [ 10 ] |  |
| 2010年（平成22年） | -人 | [ 11 ] |  |
| 2015年（平成27年） | -人 | [ 12 ] |  |
| 2020年（令和2年）  | -人 | [ 13 ] |  |

### 世帯数の変遷
国勢調査による世帯数の推移。
| 1995年（平成7年）  | -世帯 | [ 8 ]  |  |
| 2000年（平成12年） | -世帯 | [ 9 ]  |  |
| 2005年（平成17年） | -世帯 | [ 10 ] |  |
| 2010年（平成22年） | -世帯 | [ 11 ] |  |
| 2015年（平成27年） | -世帯 | [ 12 ] |  |
| 2020年（令和2年）  | -世帯 | [ 13 ] |  |

## 学区
市立小・中学校に通う場合、学区は以下の通りとなる。
| 大字     | 番地 | 小学校                 | 中学校                 |
| -------- | ---- | ---------------------- | ---------------------- |
| 大字市瀬 | 全域 | 北九州市立上津役小学校 | 北九州市立上津役中学校 |

## 施設

### 寺社
- 鷹見神社